# Triadodaphne
Triadodaphne es un género con tres especies de plantas con flores perteneciente a la familia Lauraceae. El género fue descrito por André Joseph Guillaume Henri Kostermans y publicado en Reinwardtia 9: 121 en el año 1974. La especie tipo es Triadodaphne myristicoides Kosterm.

## Especies
- Triadodaphne inaequitepala  	(Kosterm.) Kosterm.
- Triadodaphne myristicoides 	Kosterm.
- Triadodaphne pachytepala Kosterm.